# Књижевна награда „Миодраг Борисављевић”
Књижевна награда „Миодраг Борисављевић” се додељује за најбољу кратку причу, у оквиру Фестивала кратке форме „Потпис“ коју организује Општински Културни центар у Апатину.

## О награди
Књижевни центар Апатин од 2010. године додељује награду „Миодраг Борисављевић“ за најбољу кратку причу.
Општински културни центар Апатин, почев од 2016. године организује Фестивал кратке форме „Потпис“ у оквиру ког додељеје награду „Миодраг Борисављевић“ за најбољу кратку причу.
Услови конкурса за најбољу клратку причу су да један аутор може послати само једну причу, која се шаље поштом у два примерка под шифром (решење шифре се шаље у посебној коверти заједно са причом). Уз послате приче и решење шифре аутори достављају потписану Ауторску изјаву где су све информације о расписаном конкурсу - један аутор може да учествује само са једном шифром, награда се додељује само једном аутору, истом аутору Награда се не може доделити други пут, тема је слободна, приче морају бити необјављене, дужине до шест хиљада (6.000) карактера са размацима.
Додела награде коју чине плакета са ликом М. Борисављевића и новчана награда је последње недеље септембра у склопу фестивала кратке форме “Потпис”.

## Добитници
Досадашњи добитници:
- 2010 - Биљана Бенић, за причу Светозар[3]
- 2011 - Стамен Миловановић[4]
- 2012 - Слободан Јанковић[4]
- 2013 - Оливера Шекуларац, за причу Мом деди Николи[2]
- 2014 - Димитрије Буквић[4]
- 2015 - Александар М. Арсенијевић, за причу Кључар цркве са рта светог преображења[4]
- 2016 - Ана Милош[5], за причу Див[6]
- 2017 - Драгана Мрђа, за причу Вучји зев[3]
- 2018 - Милица Петровић[7], за причу Недеља[8]
- 2019 - Јадранка Миленковић, за причу Страх[9]
- 2020 - Младен Живковић, за причу Најбољи другови[10]
- 2021 - Ивана Јањић, за причу Размештај[11]
- 2022 - Александра Јовичић Ђиновић, за причу Негде је увек рат[12]
- 2023 - Јелена Цветковић, за причу Небо није високо[13]
- 2024 - Ненад Митровић, за Право на смрт[14]

## Штампане публикације
Године 2017. објављен је зборник "Кратке приче" у којем се налази 36 најбољих прича које су стигле на претходних седам конкурса. У питању је седам победничких прича и још 29 прича које су изабрали чланови жирија који су били на овим конкурсима а то су: Срђан Шерер, Мара Вуковић, Душан Радивојевић, Душан Гладић, Вера Грубић, Зоран Мандић, Снежана Милосављевић, Стево Драча, Весна Коларски и Владимир Асрсенијевић.